# 长土街道
长土街道，原为长土镇，是中华人民共和国四川省自贡市贡井区下辖的一个乡镇级行政单位。2019年9月撤镇设街道。以原长土镇所属行政区域为长土街道的行政区域，长土街道办事处驻黄桷村8组106号。

## 行政区划
长土街道下辖以下地区：
胜利路社区、罗石塔社区、沿河路社区、长土街社区、元坝社区村、黄桷村、大坡村、大坝村、新华村、沙罗村、石牛村、洞桥村、三台村和石沟村。